# 白景瑞
白景瑞（1931年6月10日—1997年12月11日），場記、製片助理、台灣電影導演。

## 生平
白景瑞出生於遼寧省營口市，1949年來台，考取台灣省立師範學院（現今的國立台灣師範大學）外國語文學系，後轉至藝術學系（現今的美術學系），為43級畢業生（民國四十三年，即1954年畢業）。大學時與同為話劇社的李行結成知己。1957年退伍後，擔任《自立晚報》影劇記者，並以筆名「白擔夫」在《聯合報》撰寫影評以及畫評。
白景瑞受義大利新寫實主義電影影響，決心赴義大利學習電影。1961年，進入羅馬皇家藝術學院學習繪畫以及舞臺設計，1962年進義大利電影實驗中心學習電影，是早年臺灣少見具有與國外電影相關之學位者。1964年，學成歸國，進入中央電影公司擔任編審、經理等職，一方面四處演講以傳播所學新知，並協助中影添購新器材；另一方面從剪接、策劃到導演，為健康寫實路線代表人物。1970年代以降，嘗試拍攝文藝愛情電影、文學改編電影，代表作為陳映真作品改編的《再見阿郎》及白先勇小說改編的《金大班的最後一夜》。
1997年，第34屆金馬獎頒獎前夕，白景瑞於台北凱悦大飯店因為心肌梗塞而辭世。
1999年，獲第36屆金馬獎終身成就獎。

## 導演作品
- 1964   《台北之晨》（仿紀錄片）
- 1966 	《還我河山》 	Fire Bulls
- 1968 	《寂寞的十七歲》 	Lonely Seventeen
- 1969 	《第六個夢》(又名《春盡翠湖寒 》) 	Because of Love
- 1969 	《新娘與我》 	The Bride And I
- 1969 	《今天不回家》 	Accidental Trio
- 1970 	《喜怒哀樂》 	Four Moods
- 1970 	《家在臺北》 	Home Sweet Home
- 1970 	《再見阿郎》 	Goodbye Darling
- 1971 	《老爺酒店》 	Sequire Hotel
- 1972 	《白屋之戀》 	Love In A Cabin
- 1973 	《兩個醜陋的男人》
- 1974 	《大三元》
- 1974 	《東南西北風》
- 1974 	《我父、我夫、我子》 	My Father, My Husband, My Son
- 1974 	《晴時多雲偶陣雨》
- 1975 	《女朋友》 	Girl Friend
- 1975 	《門裡門外》 	The Story of Four Girls
- 1976 	《一簾幽夢》 	Fantasies Behind The Pearly Curtain
- 1976 	《秋歌》 	The Autumn Love Song
- 1976 	《楓葉情》 	Forever My Love
- 1977 	《異鄉夢》 	Theres No Place Like Home
- 1977 	《人在天涯》
- 1977 	《不要在街上吻我》(又名《留學生》)
- 1978 	《沙灘上的月亮》 	Love's Many Face
- 1978 	《踩在夕陽裡》 	Walking in the Sunset
- 1978 	《摘星》
- 1979 	《忘憂草》 	A Girl Without Sorrow
- 1979 	《一對傻鳥》 	Poor Chasers
- 1980 	《皇天后土》 	The Coldest Winter in Peking
- 1981 	《怒犯天條》 	Offend the Law of God
- 1984 	《金大班的最後一夜》 	The Last Night of Madam China
- 1984 	《大輪迴》 第三世 	The Wheel of Life
- 1985 	《何姨十二金釵》
- 1986 	《日內瓦的黃昏》 	The Sunset in Geneva
- 1990 	《嫁到宮裡的男人》 	Forbidden Imperial Tales

## 剪接作品
- 1964年，《蚵女》（Oyster Girl）。

## 製片作品
- 1965年，《婉君表妹》
- 1977年，《不要在街上吻我》（又名《留學生》）*1978年，《摘星》

## 監製作品
- 1978 	《一代俠女》
- 1979 	《樓上樓下》 	Upstairs and Downstairs

## 策劃作品
- 1964 	《養鴨人家》 	Beautiful Duckling
- 1965 	《雷堡風雲》 	An Unseen Trigger-Man
- 1966 	《啞女情深》 	The Silent Wife
- 1966 	《婉君表妹》 	Four Loves
- 1966 	《我女若蘭》 	Orchids and My Love

## 外部連結
- 白景瑞在互联网电影资料库（IMDb）上的資料（英文）
- 白景瑞在香港影庫上的簡介